# Нік Блад
Нік Блад (англ. Nick Blood; 20 березня 1982, Лондон, Англія) — англійський актор, режисер і продюсер. Найбільш відомий за роллю Ленса Гантера в телесеріалі «Агенти Щ.И.Т.».

## Рання життя та освіта
Нік Блад народився в Лондоні 20 березня 1982 року. В семирічному віці він вступив до місцевого акторського гуртка і незабаром зрозумів, що хоче стати актором. Він навчався в Граматичній школі сера Генрі Флойда (англ. Sir Henry Floyd Grammar School) і відвідувавЛондонську академію музичного та драматичного мистецтва.

## Фільмографія

### Кіно
| рік  | Назва українською         | Назва англійською        | роль             | Примітки                                   |
| ---- | ------------------------- | ------------------------ | ---------------- | ------------------------------------------ |
| 2012 | Спайк Айленд              | Spike Island             | Дейв Феймос      |                                            |
| 2014 | Диявол на обох плечах     | A Devil on Each Shoulder | Вальдо           | короткометражка, також режисер і сценарист |
| 2014 | Ікс Мур                   | X Moor                   | Метт             |                                            |
| 2014 | Між місцями               | Between Places           | Крістіан         | Короткометражка                            |
| 2014 | Червоний омар             | Red Lobster              | Грає самого себе | Короткометражка                            |
| 2014 | Зобов'язання              | Commitment               | чоловік          | Короткометражка                            |
| 2015 |                           | Identicals               | Джо              |                                            |
| 2015 | Фірмовий новий ти         | Brand New-U              | Йохан            |                                            |
| 2015 | Герой                     | Hero                     |                  | Короткометражка Також режисер              |
| 2018 |                           | Still                    | Адам             |                                            |
| 2018 |                           | Say My Name              | Стеттон Тейлор   |                                            |
| 2020 |                           | Body of Water            | Шон              |                                            |
| 2022 | Демонічне прокляття Абізу | The Offering             | Артур            |                                            |
| 2023 |                           | Lovely, Dark, and Deep   | Джексон          |                                            |

### Телебачення
| рік       | Назва українською             | Назва англійською      | роль             | Примітки                                                             |
| --------- | ----------------------------- | ---------------------- | ---------------- | -------------------------------------------------------------------- |
| 2009      | Суто англійське вбивство      | The Bill               | Мік Джонс        | два епізоди                                                          |
| 2010      | Меркантильна дівчина          | Material Girl          | Алекс            | мінісеріал, основний склад                                           |
| 2010      | Стенлі Парк                   | Stanley Park           | Гаррі Стівенс    | телефільм                                                            |
| 2010      |                               | Combat Kids            | Пол              | мінісеріал, основний склад                                           |
| 2011      | Покидьки                      | Misfits                | Дом              | епізод 3.05                                                          |
| 2012      | Вороги суспільства            | Public Enemies         | Глен Смітфілд    | мінісеріал, два епізоди                                              |
| 2011-2013 | Затроленний                   | Trollied               | Кіран            | Основний склад, 26 епізодів                                          |
| 2013      | Він і вона                    | Him & Her              | Лі               | Другорядний склад — 5 епізодів                                       |
| 2014      | Код убивства                  | The Bletchley Circle   | Бен Гледстоун    | Другорядний склад — 4 епізоди                                        |
| 2014      | Вавилон                       | Babylon                | Ворвік Коллістер | мінісеріал, основний склад                                           |
| 2016      |                               | Marvel's Most Wanted   | Ленс Гантер      | телефільм                                                            |
| 2017      |                               | Shamed                 | Натан Боуяр      | телефільм                                                            |
| 2014-2017 | Агенти Щ.И.Т.                 | Agents of S.H.I.E.L.D. | Ленс Гантер      | Основний склад — 35 епізодів (сезони 2-3) Гість — 1 епізод (сезон 5) |
| 2019      |                               | Surveillance           | Кіт Вітьєр       | телефільм                                                            |
| 2020      | Страйк                        | Strike                 | Джиммі Найт      | третій сезон                                                         |
| 2021      | Поруч зі мною                 | Close to Me            | Томас            | мінісеріал, основний склад                                           |
| 2019-2022 | Ейфорія                       | Euphoria               | Ґас Говард       | один епізод 1-го сезону, чотири епізоди 2-го сезону                  |
| 2022      | Андор                         | Andor                  | капрал Кімзі     | два епізоди                                                          |
| 2023      |                               | The Chemistry of Death | Майкл Страхан    | основний склад                                                       |
| 2023      | Сбиті з курсу / Дощові собаки | Rain Dogs              | Мейсон           | два епізоди                                                          |

### Озвучення комп'ютерних ігор
| рік  | назва                   | роль                            | примітки |
| ---- | ----------------------- | ------------------------------- | -------- |
| 2014 | Dragon Age: Inquisition | Лучник Голл                     |          |
| 2018 | Vampyr                  | Агамемнон, Гаррі, Лорд Гамерслі |          |
| 2023 | Final Fantasy XVI       | голоси в англійській версії     |          |